# All Saints (musikalbum)
All Saints är den brittiska tjejgruppen All Saints debutalbum, utgivet den 24 november 1997.

## Låtförteckning
1. "Never Ever" – 6:27
2. "Bootie Call" – 3:36
3. "I Know Where It's At (Original Mix)" – 5:14
4. "Under The Bridge" – 5:00
5. "Heaven" – 4:48
6. "Alone" – 3:35
7. "Let's Get Started" – 4:13
8. "Trapped" – 4:58
9. "Beg" – 4:00
10. "Lady Marmalade ('98 Mix)" – 4:02
11. "Take The Key" – 4:12
12. "War Of Nerves" – 5:10
13. "Never Ever (Nice Hat Mix)" – 5:12